# Tenontosaurus
Tenontosaurus a fost un dinozaur din cretacicul timpuriu.
Raportată la lungimea corpului, coada Tenontosaurus-ului era probabil cea mai lungă dintre toți dinozaurii cunoscuți, fiind de aproape patru ori mai mare decât corpul și atingând o lungime de peste 4 m. Era de asemenea foarte groasă, musculoasă și puternică, era întărită de multe tendoane care se extindeau de-a lungul șirei spinării și a cozii; acestea se transformau în corzi osoase pe măsură ce animalul se maturiza.
Din cauza corpului său de mari dimensiuni și a craniului cu bot alungit, Tenontosaurus a fost la început considerat un dinozaur asemănător Iguanodon-ului, dar unele trăsături au sugerat că era mai degrabă asemănător unui Hypsilophodon uriaș. Legătura dintre Tenontosaurus și alte ornithopode este încă neelucidată.